# The Morning After (American Horror Story)
"The Morning After" es el segundo episodio de la octava temporada de la serie de televisión de antología American Horror Story. Se emitió el 19 de septiembre de 2018, en FX. El episodio fue escrito por James Wong, y dirigido por Jennifer Lynch.

## Argumento
Emily (Ash Santos) encuentra su habitación infestada de serpientes y sus gritos alertan a Timothy (Kyle Allen) y a la Sra. Mead (Kathy Bates). Mead se regocija con la nueva proteína y teoriza que las serpientes se adentraron bajo tierra para evitar la explosión. Emily le pregunta a la Sra. Venable (Sarah Paulson) acerca de la nueva llegada a la oficina de Venable, a lo cual ella responde que "todas las preguntas serán contestadas a su debido tiempo". Los grises levantan las mantas para revelar las serpientes, inesperadamente vivas, que se deslizan por la mesa. 
Los invitados del Outpost 3 se reúnen en la biblioteca. Langdon (Cody Fern) entra y proclama que los otros compuestos americanos en Nueva York, Virginia Occidental y Texas han sido invadidos y destruidos. Explica que evaluará a los candidatos para la supervivencia. Los elegidos vivirán en el Santuario. A los no seleccionados se les darán frascos de suicidio. el Sr. Gallant (Evan Peters) se ofrece para ser el primer evaluado. 
En la oficina de Venable, Langdon comienza a evaluar a Gallant y le pregunta cual es su orientación sexual. Gallant dice que es gay, pero afirma que podría embarazar a las mujeres para la procreación si fuera necesario. Langdon pregunta a Gallant sobre su enojo hacia su abuela (Joan Collins). Gallant describe una cena en la que Evie intentó juntarlo con solteros elegibles. Gallant llegó en Equipo BDSM y Evie nunca intentó domarlo de nuevo. Gallant le pregunta a Langdon sobre su propia orientación sexual y Langdon suspende el resto de la conversación. Gallant fantasea con Langdon mientras se toca y es interrumpido por la llegada del Hombre de Látex. Gallant se entrega a la figura adecuada y Evie observa a los dos teniendo relaciones sexuales. Ella visita Mead e informa al alcaide sobre las indiscreciones de su nieto. 
En otro lugar, Timothy y Emily se colan en el dormitorio de Langdon y descubren su MacBook funcional. Encuentran en la pantalla correos electrónicos que detallan las transgresiones de Venable contra el protocolo apropiado, es decir, la implementación de sus propias reglas. Langdon visita a Venable y pregunta sobre sus violaciones. Venable insiste en que le dieron instrucciones clasificadas. Langdon le cuenta a Venable sobre una mujer y un niño con los que se tropezó en sus viajes y que estaban expuestos a la lluvia radiactiva. Dice que no mostró misericordia a la mujer matando a su hijo a pesar de sus súplicas. Venable insiste en que ninguna de sus acusaciones es digna de trasladarse al Santuario aparte de Dinah (Adina Porter), de quien admite que sabe poco. Langdon le dice a Venable que se desnude para un examen físico y la rechaza. Él le baja la cremallera de la blusa para exponer la escoliosis extrema, lo que ella admite que le trae gran dolor y vergüenza. Ella le pregunta si ha pasado la prueba y él le dice que no.
Mead le cuenta la historia de Evie a Venable y sospechan que Langdon era la figura adecuada. Venable interroga a Gallant estando encadenado mientras Mead lo azota. Más tarde, Langdon entra e insiste en que nunca ha estado en la habitación de Gallant. Llama a Gallant patético y le informa que su propia abuela lo delató. Dinah reflexiona sobre la canción que suena en la biblioteca ("Time in a Bottle" de Jim Croce) y Coco (Leslie Grossman) se burla de su nostalgia. Gallant se enfrenta a Evie para entregarlo y ella le responde que no merece ser un superviviente y que aceptarlo no está en su naturaleza.
Timothy y Emily especulan sobre el verdadero propósito de su salvación y ponen en tela de juicio las reglas de Venable. Los dos eligen despedirlos y tener sexo por primera vez. Gallant entra en la biblioteca y la radio cambia a ("Gold Dust Woman" de Fleetwood Mac). Gallant sigue al hombre de látex hasta un dormitorio. Arroja la figura adecuada sobre la cama y se sienta a horcajadas sobre él. Luego se acerca y toma un par de tijeras como arma homicida. Langdon aparece en la entrada y encuentra a Gallant cubierto de la sangre del cadáver de su abuela. Mead se entromete en un Timothy y Emily dormidos y los arrastra. Se enfrentan a Venable sobre sus reglas autoimpuestas y ella se las envía. Mead los lleva a una cámara para su ejecución donde Timothy le dispara en el torso en un intento de fuga. Se tambalea y su herida revela líquido blanco y alambres.

## Recepción
"The Morning After" fue visto por 2,21 millones de personas durante su emisión original, y obtuvo una cuota de audiencia de 1,1 entre los adultos de 18 a 49 años.
El episodio recibió la mayoría de las críticas positivas de los críticos, y gran parte de los elogios se dirigieron a la actuación de Cody Fern. En Rotten Tomatoes, "The Morning After" tiene un índice de aprobación del 88%, basado en 17 reseñas con una puntuación media de 7,14/10. El consenso crítico dice, "Aunque no tan fuerte como el estreno, "The After Morning" funciona lo suficientemente bien gracias a su voluntad de vadear en aguas más raras."
Ron Hogan de Den of Geek dio al episodio un 3.5/5, diciendo, "Estoy seguro de que los chocantes y confusos eventos de este episodio entrarán en juego más adelante en la temporada. Es temprano, y las cosas aún se están construyendo. Lo que es confuso ahora tendrá más sentido después, o será enterrado bajo cosas mucho más confusas después. De cualquier manera, 'The Morning After' es un episodio suficientemente satisfactorio que carece del gancho inicial del primer episodio, pero que añade mucha rareza al guiso de serpiente".
Kat Rosenfield de Entertainment Weekly dio una B al episodio. Dudaba por el suspenso, diciendo que "incluso para un espectáculo donde los momentos extraños son una docena de centavos, este es raro como el infierno", pero ella apreciaba la atmósfera general y la manipulación hecha por el personaje de Langdon. También le gustó la química entre Peters y Fern, comentando que "definitivamente hay una vibración". Ziwe Fumudoh de Vulture.com le dio al episodio un 5 de 5, con una crítica positiva. Elogió especialmente la actuación de Paulson, llamándola "la actriz perfecta", pero también a Collins y a su personaje, diciendo que "Evie es un icono cultural y espero ser tan influyente y lleno de él como ella lo es algún día". Por último, disfrutó de la sorpresa del episodio y de la revelación sobre el carácter de Mead.
Matt Fowler de IGN dio al episodio un 6.0 sobre 10, con una revisión mixta. Dijo: "Traer de vuelta a la mezcla al Hombre de Látex, o cualquier versión del Hombre de Látex que sea, es una forma divertida y firme de afirmar definitivamente que en Murder House- las cosas van a suceder. Los pequeños hechizos y trucos aleatorios, que también pueden involucrar a las brujas de Coven, son los únicos que mantienen viva esta historia, desafortunadamente".